# بحران لوکزامبورگ

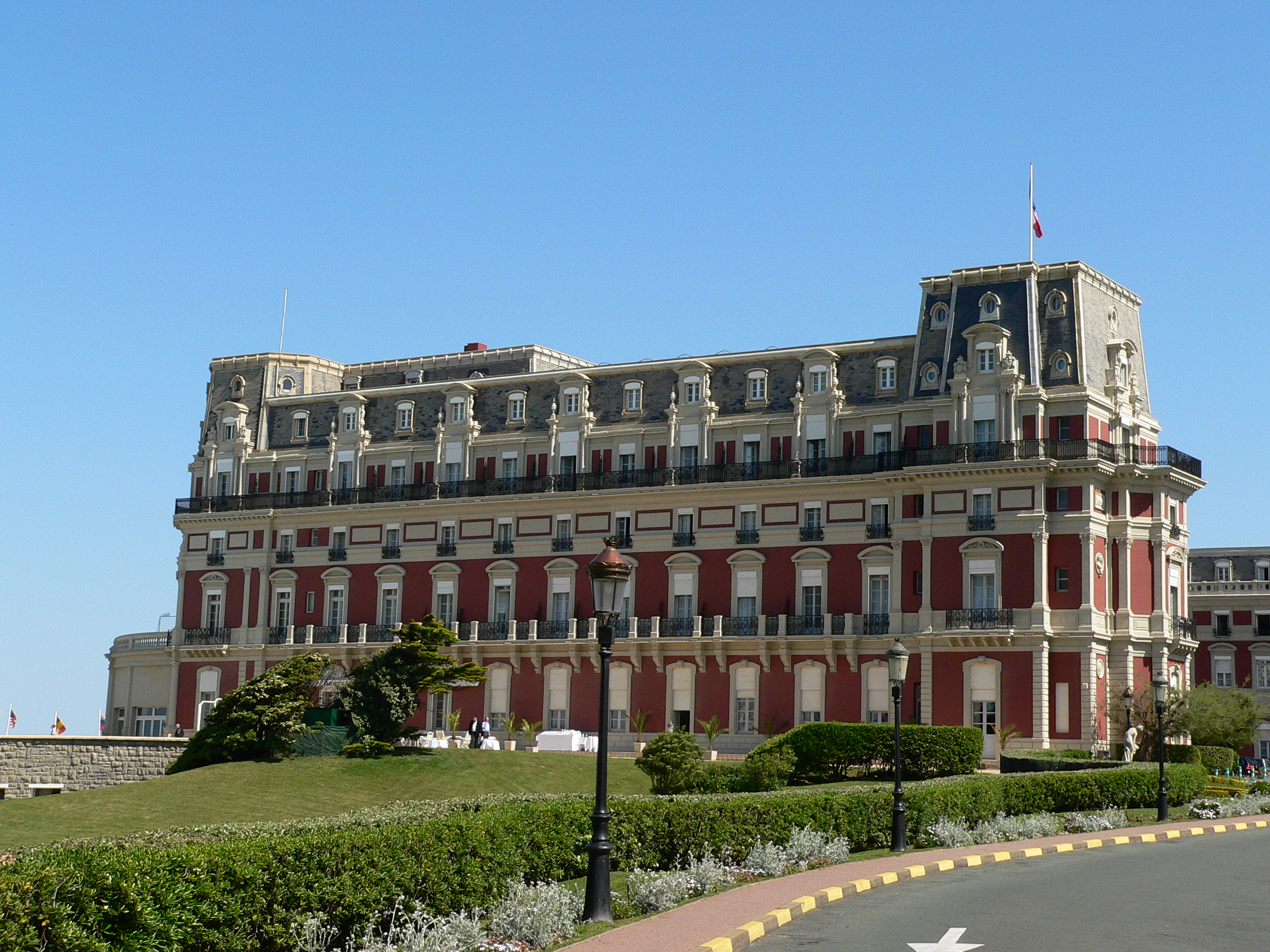
کاخ بیاریتز؛ محل مذاکرات ناپلئون سوم و بیسمارک

بحران لوکزامبورگ (به آلمانی:Luxemburgkrise؛ به فرانسوی: Crise luxembourgeoise؛ به هلندی: Luxemburgse kwestie؛ به لوکزامبورگی: Lëtzebuerg-Kris) مشاجره‌ای دیپلماتیک در ۱۸۶۷ میلادی میان فرانسه و پروس بر سر مالکیت سیاسی لوکزامبورگ بود. این مشاجره چیزی نمانده بود که به جنگ منجر شود اما با پیمان لندن به شکلی صلح‌آمیز حل شد.